# Zweder van Abcoude

Wapenschild van Zweder III van Abcoude en Jacob van Gaesbeke (1. Zuylen 2. Gaasbeek 3. Putten 4. Strijen)

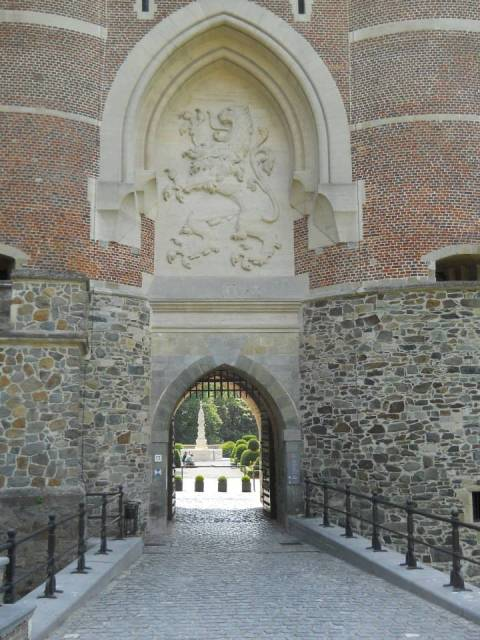
Kasteel Gaasbeek: leeuw uit het wapen boven de toegangspoort

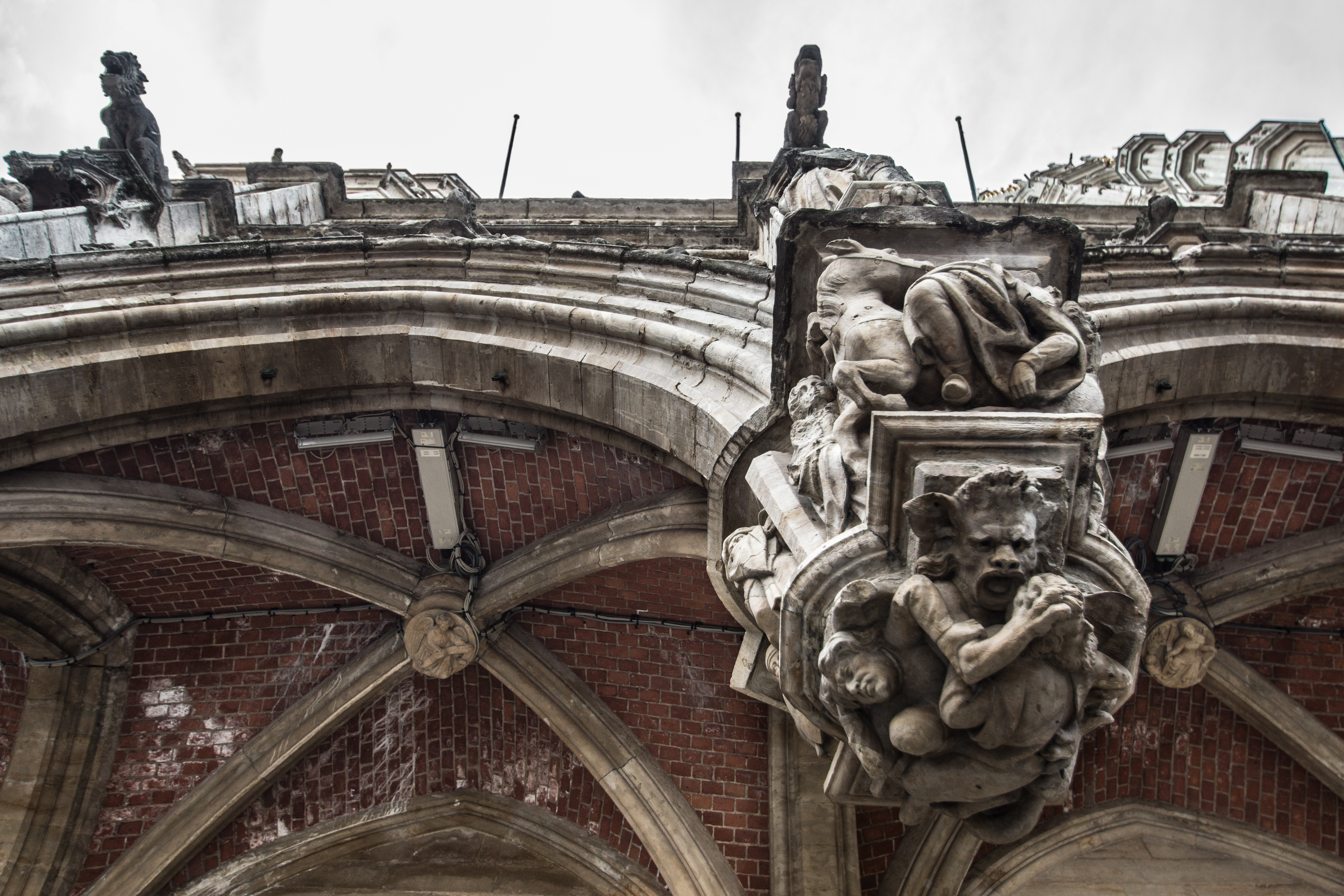
De duivel aan de haal met Zweders ziel. Console van Brussels stadhuis.

Zweder III van Zuylen van Abcoude (ca. 1350 - Radda, Toscane, Italië, 22 of 23 april 1400) was vanaf 1361 heer van Gaasbeek, Putten en Strijen. Hij stond ook wel bekend als: Sweder van Abcoude; Sweder/Zweder III (van Zuylen) van Abcoude; of op zijn Frans: Sweder III (de Zuylen) d'Abcoude, Sweder III de Zuylen d'Abcoude. Hij was een tegenstander van Everaard t'Serclaes.

## Familie en bezit
Hij was de zoon van Johanna van Horne, vrouwe van Gaasbeek, en van Gijsbrecht III van Zuylen van Abcoude, heer van Abcoude en Wijk bij Duurstede.
Hij werd heer van Gaasbeek bij de dood van zijn moeder tot 1376, toen hij deze Brabantse heerlijkheid aan zijn broer Willem liet, om het bestuur in de erflanden van zijn vader over te nemen. In 1381 ruilden de twee broers hun bezittingen. Hij was tevens Heer van Putten en Strijen tussen 1361-1400. Hij had deze Heerlijkheid in 1361 geërfd van zijn tante Aleid II Persijn, Vrouwe van Putten en Strijen (ca. 1300-1361). 

## Conflict met Brussel
Zweder wenste zijn macht in het hertogdom Brabant uit te breiden tot de meierij van Rode. De hertog was dit wel genegen, maar de schepenen van de stad Brussel, onder leiding van Everaard t'Serclaes, kwamen hiertegen in het geweer, omdat zij hierin een te grote machtsconcentratie zagen. Met een beroep op de blijde inkomst wisten ze de verkoop ongedaan te maken.
Op 26 maart 1388 (Witte Donderdag) werd Everard 't Serclaes op de terugweg van Lennik aangevallen door twee vermeende handlangers van de heer van Gaasbeek, nl. Melis Uttenenghe, baljuw van het land van Gaasbeek en Willem van Kleef, bastaardzoon van Zweder: zijn been werd afgehakt en zijn tong afgesneden. Jan van Stalle, deken van Halle, vindt zijn verminkte lichaam, herkent hem en brengt hem terug naar het huis de Ster in Brussel. Hij stierf kort daarna. Zweder werd al gauw als de schuldige gezien. De Brusselaars brachten een volksleger op de been en togen naar Gaasbeek.
Zweder was naar Diest getrokken teneinde hulp te halen. Zijn vrouw Anna van Leiningen kon het kasteel verlaten alvorens het met de grond gelijk werd gemaakt. Het duurde tot 1389 voordat de gemoederen bedaard zijn.
Zweder bleef echter het vertrouwen genieten van de hertogin Johanna van Brabant en kon al snel beginnen met de herbouw van het kasteel. Het komt niet tot een proces. Wie waren de uiteindelijke schuldigen? Willem van Kleef wordt later nog baljuw van het herbouwde Kasteel van Gaasbeek.
Wel gaat Zweder in 1389/1390 op bedevaart naar Montreuil-les-dames. Daar zou hij een visioen gehad hebben waarbij de op een schilderij afgebeelde Jezus zich misprijzend van hem afwendt.
In 1392 sticht hij het kartuizer klooster Nieuwlicht in Utrecht.

## Overlijden en graf
Hij stierf op een pelgrimstocht naar Jeruzalem  in Radda (Toscane). Daar werd hij begraven in het klooster van de Minderbroeders. Later haalde zijn zoon Jacob van Gaasbeek zijn stoffelijke resten over naar het inmiddels gerealiseerde familiegraf in het kartuizer klooster in Utrecht.
Na afbraak van Nieuwlicht worden Zweder en zijn familie bijgezet in de Van Renesse Kapel in de Janskerk te Utrecht.

## Huwelijk en kinderen
Hij was in 1372 getrouwd met Anna van Leiningen (1360-1400). Zij hadden de volgende kinderen:
- Maria van Abcoude
- Johanna van Abcoude, huwde op 12-jarige leeftijd op 8 mei 1388 met Jan III van Namen
- Jacob van Gaesbeke, opvolger
- Jolanda van Abcoude (13??-1443), huwde Hubert III van Culemborg

Daarnaast had Zweder het volgende bastaardkinderen:
- Willem van Kleef, geboren circa 1365, gehuwd met Margarita Fraybaert, zonder nakomelingen
- Clementina van Gaasbeek, geboren circa 1365, gehuwd met Jan Van de Voorde, onder haar nakomelingen bevinden zich het Brusselse geslacht Pipenpoy
- Belia van Gaasbeek, geboren circa 1365, gehuwd met Gérard de Facuez, heer van Muelesteen
- Beatrijs van Gaasbeek, geboren circa 1366, huwde in 1380 met Jan van der Borch
- Renata van Gaasbeek, geboren circa 1366, huwde in 1383 met Hendrik van Zuut Oert
- Isabella van Gaasbeek
- Sofie van Gaasbeek, gehuwd circa 1428 met Hendrick van Lockhorst
- Ida van Gaasbeek, gestorven in 1444, gehuwd met Jan Van Stalle
- Mabelia van Gaasbeek, gestorven in 1418

- Gemeinsame Normdatei: 1076044581
- Virtual International Authority File: 317078813